# Spodnja Kostrivnica
Spodnja Kostrivnica este o localitate din comuna Rogaška Slatina, Slovenia, cu o populație de 120 de locuitori.